# نیپیر
نیپیر (به لاتین: Napier, New Zealand) یک شهر در نیوزیلند است که در Hawke's Bay Region واقع شده‌است.

## خصوصیات
نیپیر ۱۰۶ کیلومترمربع مساحت دارد.

## خواهرخوانده
شهرهای ویکتوریا، بریتیش کلمبیا و لیانیانگانگ خواهرخوانده‌های نیپیر هستند.